# 1979년 텔레비전 애니메이션 목록
다음은 1979년에 방송된 텔레비전 애니메이션이다.

## 일본
| 제목                                       | 화수 | 방송 기간 | 채널       | 비고 |
| ------------------------------------------ | ---- | --------- | ---------- | ---- |
| 들장미 쥬리                                |      | 1979년    | 도쿄12채널 |      |
| 빨강머리 앤                                |      | 1979년    | 후지TV     |      |
| 젠더맨                                     |      | 1979년    | 후지TV     |      |
| 붉은 새의 마음                             |      | 1979년    | 아사히TV   |      |
| 꽃의 천사 루루                             |      | 1979년    | 아사히TV   |      |
| 힘내라! 우리의 히트 앤드런                 |      | 1979년    | 후지TV     |      |
| 사이보그 009                               |      | 1979년    | 아사히TV   |      |
| 미래로봇 달타니어스                        |      | 1979년    | 도쿄12채널 |      |
| 고래 포세피나                              |      | 1979년    | 도쿄12채널 |      |
| 도라에몽                                   |      | 1979년    | 아사히TV   |      |
| 더 울트라맨                                |      | 1979년    | TBS        |      |
| 애니메이션 기행 마르코 폴로의 모험         |      | 1979년    | NHK        |      |
| 시튼 동물기 다람쥐 바나                    |      | 1979년    | 아사히TV   |      |
| 기동전사 건담                              |      | 1979년    | 나고야TV   |      |
| 신 거인의 별 2                             |      | 1979년    | 요미우리TV |      |
| 파리의 이자벨                              |      | 1979년    | 도쿄12채널 |      |
| 마에가미타로                               |      | 1979년    | 후지TV     |      |
| 괴도루팡 813의 수수께끼                    |      | 1979년    | 후지TV     |      |
| 못 말리는 생쥐 대활약                      |      | 1979년    | 후지TV     |      |
| SF서유기 스타징거 2                        |      | 1979년    | 후지TV     |      |
| 내일의 용사들                              |      | 1979년    | 니혼TV     |      |
| 금발의 제니                                |      | 1979년    | 도쿄12채널 |      |
| 과학모험대 탄사5                           |      | 1979년    | 도쿄12채널 |      |
| 우주전함 야마토 새로운 여행                |      | 1979년    | 후지TV     |      |
| 해저초특급 마린 엑스프레스                 |      | 1979년    | 니혼TV     |      |
| 원탁의 기사 이야기 타올라라 아더           |      | 1979년    | 후지TV     |      |
| 안네의 일기 안네 프랑크 이야기             |      | 1979년    | 아사히TV   |      |
| 아기곰 미샤                                |      | 1979년    | 아사히TV   |      |
| 과학닌자대 갓차맨 F                        |      | 1979년    | 후지TV     |      |
| 대공룡시대                                 |      | 1979년    | 니혼TV     |      |
| 투사 고디언                                |      | 1979년    | 도쿄TV     |      |
| 만화 원숭이소년 사스케                     |      | 1979년    | 도쿄12채널 |      |
| 키다리 아저씨                              |      | 1979년    | 후지TV     |      |
| 베르사유의 장미                            |      | 1979년    | 니혼TV     |      |
| 은하철도 999 그대는 전사처럼 살 수 있는가? |      | 1979년    | 후지TV     |      |
| 우주공모 브루노아                          |      | 1979년    | 요미우리TV |      |
| 귀여운 넬                                  |      | 1979년    | 도쿄12채널 |      |
| 잇큐상 엄마의 선물과 잇큐의 분노           |      | 1979년    | 아사히TV   |      |

## 참고 문헌
- 야마구치 야스오 (2005). 《일본 애니메이션 역사》. 미술문화. 223쪽.